# Møkster
Møkster es una isla del municipio de Austevoll en la provincia de Hordaland, Noruega. Se ubica en un archipiélago, al norte de las islas de Litla Kalsøya, Stolmen y Selbjørn; al oeste de Drøna y Rostøya; y al sur de Horga, Stora Kalsøy y Hundvåko. En el 2001 tenía 65 habitantes.
La iglesia de Møkster funcionó en la isla desde el Medioevo hasta 1892, cuando fue trasladada a Stolmen.